# Agustín Gómez Campos
Agustín Gómez Campos (Zamora de Hidalgo, Michoacán, 7 de enero de 1890-?) fue un jurista y político mexicano, que fue diputado federal y ministro de la Suprema Corte de Justicia de la Nación.

## Biografía
Fue licenciado en Derecho egresado de la Escuela de Jurisprudencia del estado de Michoacán, donde se tituló el 23 de diciembre de 1915. Fue elegido diputado federal en representación del Distrito 6 de Michoacán a la XXX Legislatura de 1922 a 1924.
En 1924 ingresó al Poder Judicial federal el 25 de junio de 1924 en que fue nombrado juez de distrito en el estado de Tabasco con el carácter de interino; de forma posterior como supernumerario, fue también juez de distrito en los estados de Veracruz y de Jalisco; cesó en dichos cargos el 10 de enero de 1935. Fue también oficial mayor de la Secretaría de la Economía Nacional de 1934 a 1935, mientras era su titular Francisco J. Múgica.
El 3 de julio de 1925 la Comisión Permanente del Congreso de la Unión aceptó la licencia de Genaro V. Vásquez como ministro de la Suprema Corte de Justicia de la Nación y aceptó el nombramiento hecho por el presidente Lázaro Cárdenas de Agustín Gómez Campos como ministro provisional en su sustitución. En consecuencia, rindió protesta ante dicha comisión permanente al día siguiente 4 de julio de 1935.
Concluyó su cargo el 31 de diciembre de 1940, el 24 de enero de 1941 volvió a ser nombrado juez de distrito y permaneció en dicho puesto hasta 5 de mayo de 1951 en que presentó su renuncia.